# Округ Барнвел (Јужна Каролина)
Округ Барнвел (енгл. Barnwell County) је округ у америчкој савезној држави Јужна Каролина. По попису из 2010. године број становника је 22.621.

## Демографија
Према попису становништва из 2010. у округу је живело 22.621 становника, што је 857 (3,7%) становника мање него 2000. године.
| Група             | 2000.          | 2010.          |
| Белци             | 12.857 (54,8%) | 11.715 (51,8%) |
| Афроамериканци    | 9.990 (42,6%)  | 10.015 (44,3%) |
| Азијати           | 91 (0,4%)      | 126 (0,6%)     |
| Хиспаноамериканци | 327 (1,4%)     | 411 (1,8%)     |
| Укупно            | 23.478         | 22.621         |